# Russell Gómez
Russell Gómez (nacido en San Vicente de Montalt, Barcelona, el 17 de noviembre de 1987) es un piloto español de motociclismo que tras su paso por la cilindrada de 250cc del Campeonato del mundo de motociclismo, vuelve esta temporada 2010 al Campeonato de España de Velocidad en la categoría de Moto2. Su afición a las motos empezó desde bien joven debutando a los siete años en el mundo de la competición en las cuatro ruedas. Casi montaba en moto antes de aprender a andar.

## Carrera Deportiva

### Inicios
Su primera toma de contacto no se le dio mal ya que en el primer Campeonato de Karting en el que participó consiguió acabar 3.º. Más tarde disputó el Campeonato Catalán, codeándose con los mejores.
En el 2002 volvió a la competición, pero esta vez en una nueva especialidad que nunca había practicado: el Supermotard. Aun así, y pese a ser totalmente novato en el mundo de las dos ruedas, Russell cuajó una excelente temporada, consiguiendo muy buenos resultados. Éste estuvo codeándose con pilotos mucho más experimentados en la competición y aun así consiguió tres podios.
En 2003 hizo el salto a una categoría de un nivel alto: la categoría de Supersport. Este primer año fue de aprendizaje y aun siendo el piloto más joven de toda la parrilla hizo cosas importantes.
Ya en el 2004 la carrera deportiva de Russell dio un gran paso ascendente, al ser seleccionado para participar en la copa de promoción dirigida por Alberto Puig (Movistar Junior Cup). En aquel año su progresión como piloto fue muy buena y ascendente, ya que realizó buenos registros tanto en el Campeonato de Cataluña como en la Movistar Junior Cup

### Campeonato de Cataluña Supersport
2005 finalmente fue el año de despegue, con un principio de temporada difícil a causa de los problemas con su anterior equipo, Russell entró en las filas del equipo Wurth Honda BQR y los resultados empezaron a llegar, acabando la temporada luchando por los primeros puestos del Campeonato de España. También en su primer año en las 24 horas de Montmeló, consiguió ganarlas en la categoría de Supersport y coger experiencia en carreras de resistencia.
En 2006 recogió los frutos de una buena pretemporada y mejoró en muchos aspectos. Consiguió alzarse con el título del Campeonato de Cataluña y algunos contratiempos le impidieron luchar por el Campeonato de España consiguiendo una meritoria 8.ª posición. En las 24 horas de Montmeló tuvo una buena actuación, ayudando a su equipo a conseguir la 3.ª posición.

### Campeonato de España Supersport
2007 ha sido la temporada que finalmente le ha abierto las puertas del Campeonato del Mundo de MotoGP, tras conseguir el Subcampeonato de España de Supersport y la victoria en las 24 Horas de Montmeló. El palmarés de este año fue espectacular, dos victorias (en los circuitos de Albacete y Jerez), un segundo y un tercer puesto.
2009 vuelve a la categoría que tantas satisfacciones le ha dado, englobado en el equipo Gaviota Simbac y dirigido técnicamente por uno de sus formadores y hombre de confianza "Albert Floriach", para intentar ganar el campeonato de España.

### Mundial 250cc
La anterior temporada disputó el Campeonato del Mundo de 250cc. con el equipo de Raúl Romero el Blusens Aprilia, y pese al difícil inicio de temporada que le ha impedido disputar sus dos primeras carreras en Catar y Jerez, dio muestras de calidad rodando en el mítico LeMans por delante de consagrados pilotos de la categoría. No obstante, la temporada y los resultaros no acompañaron al piloto que se vio obligado a abandonar a falta de algunas carreras el mundial.

## Títulos
- 2005. 1.º en las 24 horas de Montmeló (Supersport)
- 2006. Campeón de Cataluña (Supersport), 8.º en Campeonato de España de Supersport y 1.º en las 24 horas de Montmeló
- 2007. Subcampeón de España (Supersport) y 1.º en las 24 horas de Motmeló

## Curiosidades
- Su número de la suerte es el 17.